# Bar-sur-Seine
Bar-sur-Seine település Franciaországban, Aube megyében. Lakosainak száma 2869 fő (2022. január 1.). Bar-sur-Seine Bourguignons, Buxières-sur-Arce, Celles-sur-Ource, Jully-sur-Sarce, Magnant, Merrey-sur-Arce, Polisot, Villemorien és Ville-sur-Arce községekkel határos.

## Népesség
A település népességének változása:
| Lakosok száma | 2786 | 3572 | 3630 | 3430 | 3135 | 3054 | 3018 | 2961 | 2932 | 2869 |
|               | 1968 | 1982 | 1990 | 2006 | 2013 | 2015 | 2017 | 2019 | 2020 | 2022 |